# ラブとポップ 〜好きだった人を思い出す歌がある〜 mixed by DJ和
『ラブとポップ 〜好きだった人を思い出す歌がある〜 mixed by DJ和』（ラブとポップ すきだったひとをおもいだすうたがある ミックスド・バイ・ディージェイカズ）は、DJ和のミックスアルバム。2017年8月9日発売。発売元はソニー・ミュージックアソシエイテッドレコーズ。

## 概要
DJ和にとって通算24枚目となるミックスCDである。2000年代のJ-POPのヒット曲を36曲収録。
本作はこれまでに1980年代や1990年代のコンピレーションアルバムが存在しているものの2000年代のコンピレーションがなかったことや、和自身の青春時代の楽曲を再度輝かせたいという思いから考案され、「久々に聴いても、ふと歌えてしまう歌」「思い出がまとわりついている歌」を共通点に選曲、2000年代の多様な音楽観から「LOVE」のイメージだけではくくれないため「POP」をタイトルに付け加える形とした。
ジャケット写真には広末涼子が起用されている。

## チャート記録
CDショップチェーンWonderGOOのCDアルバムウィークリーランキングでは3週連続1位を獲得。オリコンチャートでは2017年8月21日付のアルバムウィークリーチャートで初登場15位を記録。その後ヒットを続け、翌週の8月28日付及び9月4日付ウィークリーランキングでは自己最高記録となる5位を2週連続で記録した。2017年8月14日、8月26日付のオリコンアルバムデイリーチャートでは2位を記録している。その後もロングヒットし、2017年9月18日付のオリコンデイリーチャートでは1位を記録している。
さらに2018年9月17日付アルバムウィークリーチャートにて17位を記録しMONGOL800「MESSAGE」と並び58週連続でのアルバム上位30位以内ランクインの史上最長記録となり、10月時点では61週連続で30位以内を維持している

## 収録曲
1. fragile / Every Little Thing
2. if... / DA PUMP
3. 千の夜をこえて / Aqua Timez
4. 花 / ORANGE RANGE
5. One / RIP SLYME
6. PIECES OF A DREAM / CHEMISTRY
7. 恋におちたら / Crystal Kay
8. ツバサ / アンダーグラフ
9. 青いベンチ / サスケ
10. ZOO〜愛をください〜 / 蓮井朱夏
11. Always / 光永亮太
12. 二人のアカボシ / キンモクセイ
13. 君という花 / ASIAN KUNG-FU GENERATION
14. 世界はそれを愛と呼ぶんだぜ / サンボマスター
15. 夏祭り / Whiteberry
16. GLAMOROUS SKY / NANA starring MIKA NAKASHIMA
17. ドラマチック / YUKI
18. Sunny Day Sunday / センチメンタル・バス
19. 卒業 / ガガガSP
20. Why I'm Me / RIZE
21. ココロオドル / nobodyknows+
22. SONS OF THE SUN / 麻波25
23. アゲ♂アゲ♂EVERY☆騎士 / DJ OZMA
24. Butterfly / 倖田來未
25. NO MORE CRY / D-51
26. Butterfly / 木村カエラ
27. ENDLESS STORY / REIRA starring YUNA ITO
28. 桜 / 河口恭吾
29. ワダツミの木 / 元ちとせ
30. secret base 〜君がくれたもの〜 / ZONE
31. さよなら大好きな人 / 花＊花
32. Good-bye days / YUI for 雨音薫
33. WILL / 中島美嘉
34. ハナミズキ / 一青 窈
35. ギブス / 椎名林檎
36. SEASONS / 浜崎あゆみ